# Peucedanum madense
Peucedanum madense är en flockblommig växtart som beskrevs av C.Norman. Peucedanum madense ingår i släktet siljor, och familjen flockblommiga växter. Inga underarter finns listade i Catalogue of Life.